# 玫瑰彎線䲁
玫瑰彎線䲁（學名：Helcogramma rosea），為輻鰭魚綱䲁形目三鰭䲁科彎線䲁屬的一個種，2006年，Wouter Holleman對此進行了描述，分布於東印度洋斯里蘭卡及安達曼海海域，深度0至10公尺，本魚體型小呈圓柱狀，吻部短，側面鈍，眼眶上有觸鬚，上頜向後延伸至眼前緣下方，上下頜齒細而密, 背鰭硬棘16枚、背鰭軟條11枚、臀鰭硬棘1枚、臀鰭軟條18-20枚，體長可達3.3公分，棲息在珊瑚礁區，雌魚產附著性卵在藻類築的巢，雄魚會守護卵，幼魚為浮游性，生活習性不明。